# آلفرد هیز
آلفرد هیز (انگلیسی: Alfred Hayes؛ زاده ۱۸ آوریل ۱۹۱۱ درگذشته ۱۴ اوت ۱۹۸۵) یک فیلم‌نامه‌نویس اهل بریتانیا بود.